# Leichtathletik-Weltmeisterschaften 2013/Teilnehmer (Finnland)
| Gelbes Symbol für Goldmedaillen mit stilisierten Olympischen Ringen | Graues Symbol für Silbermedaillen mit stilisierten Olympischen Ringen | Braundes Symbol für Bronzemedaillen mit stilisierten Olympischen Ringen |
| ------------------------------------------------------------------- | --------------------------------------------------------------------- | ----------------------------------------------------------------------- |
| —                                                                   | 1                                                                     | —                                                                       |

Bei den Leichtathletik-Weltmeisterschaften 2013 in der russischen Hauptstadt Moskau stellte der Leichtathletik-Verband Finnland vier Teilnehmerinnen und sieben Teilnehmer sowie zwei weitere Reservisten.
Der Weitspringer Eero Haapala musste verletzungsbedingt seine Teilnahme wieder zurückziehen.

## Ergebnisse

### Männer

#### Laufdisziplinen
| Athlet              | Disziplin   | Vorlauf | Vorlauf | Halbfinale | Halbfinale | Finale    | Finale |
| Athlet              | Disziplin   | Zeit    | Platz   | Zeit       | Platz      | Zeit      | Platz  |
| ------------------- | ----------- | ------- | ------- | ---------- | ---------- | --------- | ------ |
| Jarkko Kinnunen     | 50 km Gehen |         |         |            |            | 3:50:56 h | 20     |
| Veli-Matti Partanen | 50 km Gehen |         |         |            |            | 4:04:59 h | 41     |

#### Sprung/Wurf
| Athlet          | Disziplin      | Qualifikation | Qualifikation | Finale             | Finale             |
| Athlet          | Disziplin      | Weite/Höhe    | Platz         | Weite/Höhe         | Platz              |
| --------------- | -------------- | ------------- | ------------- | ------------------ | ------------------ |
| Jere Bergius    | Stabhochsprung | 5,40 m        | 14            | nicht qualifiziert | nicht qualifiziert |
| Eero Haapala    | Weitsprung     | DNS           | DNS           | –––                | –––                |
| Antti Ruuskanen | Speerwurf      | 81,36 m       | 6             | 81,44 m            | 6                  |
| Tero Pitkämäki  | Speerwurf      | 84,39 m       | 1             | 87,07 m            | Silber             |
| Teemu Wirkkala  | Speerwurf      | 79,50 m       | 18            | nicht qualifiziert | nicht qualifiziert |

### Frauen

#### Laufdisziplinen
| Athletin            | Disziplin        | Vorlauf     | Vorlauf | Halbfinale         | Halbfinale         | Finale             | Finale             |
| Athletin            | Disziplin        | Zeit        | Platz   | Zeit               | Platz              | Zeit               | Platz              |
| ------------------- | ---------------- | ----------- | ------- | ------------------ | ------------------ | ------------------ | ------------------ |
| Hanna-Maari Latvala | 100 m            | 11,45 s     | 26      | nicht qualifiziert | nicht qualifiziert | nicht qualifiziert | nicht qualifiziert |
| Hanna-Maari Latvala | 200 m            | 23,07 s     | 20      | 23,21 s            | 19                 | nicht qualifiziert | nicht qualifiziert |
| Nooralotta Neziri   | 100 m Hürden     | 13,23 s     | 23      | 13,04 s NR         | 16                 | nicht qualifiziert | nicht qualifiziert |
| Sandra Eriksson     | 3000 m Hindernis | 9:45,57 min | 18      |                    |                    | nicht qualifiziert | nicht qualifiziert |
| Anne Halkivaha      | 20 km Gehen      |             |         |                    |                    | 1:36:17 h          | 47                 |